# La chispa de la vida
La chispa de la vida és una pel·lícula espanyola del 2011 del director Álex de la Iglesia, protagonitzada per José Mota i Salma Hayek.

## Argument
En Roberto (José Mota) és un publicista a l'atur. Ningú no recorda que fou ell l'inventor de l'eslògan Coca-Cola: La chispa de la vida, i no troba feina.
Com fa habitualment des de fa dos anys, en Roberto s'aixeca molt aviat al matí per buscar feina. Quan recorre a un vell amic, que ara és cap d'una gran companyia, comença el dia més gris de la vida d'en Roberto, rebutjat per aquell vell amic, que sembla no recordar el seu talent. És aleshores que per tornar als seus dies més feliços, va a l'hotel Paraíso de Cartagena on passà la lluna de mel amb la seva dona, Luisa (Salma Hayek).
Tanmateix, en comptes de l'hotel es troba amb la inauguració d'un museu sobre un teatre romà recentment descobert. Intentant esbrinar que passà amb l'Hotel Paraíso, arriba accidentalment a una zona restringida només per a obrers de l'excavació. Inesperadament, el vigilant del museu el sorprèn, en Roberto s'espanta i intenta fugir i s'agafa a una estàtua penjada duna gran grua. Quan ja no pot sostenir-s'hi més cau sobre unes estructures de ferro, però cap barra no li afecta el cap, està conscient i no té cap funció cognitiva afectada. A causa que els periodistes eren ja presents per a la inauguració del museu, es produeix una gran commoció mediàtica i apareix a tots els canals de televisió nacional. En Roberto truca la seva dona, la Luisa, qui en arribar-hi està naturalment afectadíssima.